# Zeilberg (Itz-Baunach-Hügelland)
Der Zeilberg ist ein 463 m ü. NHN hoher Berg im Naturpark und im Landkreis Haßberge im Osten Unterfrankens, etwa zwei Kilometer östlich von Maroldsweisach. Er ist einer der wenigen noch erkennbaren Vulkane der Heldburger Gangschar und Namensgeber der Zeilberge, die als höchster Teil des Itz-Baunach-Hügellandes nach Westen geologisch fließend, jedoch durch das Baunachtal abgetrennt, in die eigentlichen Haßberge übergehen.
Der Vulkan ist 16 Millionen Jahre alt und besteht aus Nephelinbasanit. Im Jahr 1895 begann die Erste Bayerische Basaltstein AG mit dem Abbau des Basalts in einem Steinbruch bei Maroldsweisach. Im Jahr 1900 folgte die Bayerische Hartstein AG mit dem Abbau im benachbarten Voccawind. Jährlich gewinnen 20 Mitarbeiter 800.000 Tonnen Basalt. Die vierte Sohle liegt bei 371 Meter ü. NHN.(Stand: 2014)

## Tourismus
Rund um den Basaltsteinbruch führt ein Erlebnispfad. Das Haus am Zeilberg ist ein beliebter Veranstaltungsort.